# 孫拯
孙拯（3世纪—303年），字显世，吴郡富春（治今浙江省富阳县）人，吳將孫桓之孫、鎮南將軍孫慎之子，西晋诗人。
在孙吴担任为黄门郎。吴主孙皓残暴，侍臣多获罪，惟他与顾荣都以智慧保全。晋朝灭吴，孙拯任涿县令。“八王之乱”中，被大都督、后将军陆机引为司马。小督孟超恣意肆虐，孙拯劝陆机杀孟超，陆机不能用他的主张，陆机兵败被杀。孙拯为孟超之兄黄门孟玖诬陷，被捕入狱，两踝骨见，终不变辞，死于狱中。孙拯好学，《先秦汉魏晋南北朝诗》存其诗一首《赠陆士龙》（共十章）。